# Everybody Dies in Their Nightmares
Everybody Dies in Their Nightmares est un single du rappeur américain XXXTentacion tirée de son premier album studio 17 (2017). La chanson a été produite par Potsu.

## Composition
Dans la chanson, XXXTentacion rappe à un rythme rapide et sur un ton monotone, reflétant ses pensées suicidaires et acceptant apparemment son sort funeste.

## Critique
Everybody Dies in Their Nightmares a été considérée comme une chanson "remarquable" de l’album 17 par les critiques musicaux,. Le magazine américain XXL l'a classée cinquième meilleure chanson de XXXTentacion en 2019.